# Michèle Favart
Michèle Favart est une pianiste classique française. 

## Discographie
La « BnF Collection sonore » a notamment enregistré le disque Piano éternel, consacré aux compositeurs Schumann, Scarlatti, Brahms, Beethoven, Schubert, à partir des récitals de cette artiste,.